# Psilopa nana
Psilopa nana är en tvåvingeart som beskrevs av Friedrich Hermann Loew 1860. Psilopa nana ingår i släktet Psilopa och familjen vattenflugor. Arten har ej påträffats i Sverige. Inga underarter finns listade i Catalogue of Life.